# Thou (Cher)
Thou is een gemeente in het Franse departement Cher (regio Centre-Val de Loire) en telt 80 inwoners (2009). De plaats maakt deel uit van het arrondissement Bourges.

## Geografie
De oppervlakte van Thou bedraagt 9,3 km², de bevolkingsdichtheid is dus 8,6 inwoners per km².
De onderstaande kaart toont de ligging van Thou (Cher) met de belangrijkste infrastructuur en aangrenzende gemeenten.

## Demografie
Onderstaande figuur toont het verloop van het inwonertal (bron: INSEE-tellingen).

1. ↑  Populations de référence 2022.